# Prolixandromyces veliae
Prolixandromyces veliae är en svampart som beskrevs av R.K. Benj. 1970. Prolixandromyces veliae ingår i släktet Prolixandromyces och familjen Laboulbeniaceae.   Inga underarter finns listade i Catalogue of Life.